# Rotszalmen
Rotszalmen (Parodontidae) zijn een familie van straalvinnige vissen uit de orde van Karperzalmachtigen (Characiformes).

## Geslachten
- Apareiodon C. H. Eigenmann, 1916
- Parodon Valenciennes in Cuvier & Valenciennes, 1850
- Saccodon Kner, 1863